# حمزة بوبكر
حمزة بوبكر (بالفرنسية: Hamza Boubakeur حمزة بوبكر) أو حمزة السيد بوبكر، المولود في 15 يونيو 1912 في البيض (الجزائر الفرنسية آنذاك) باسم أبو بكر بن حمزة بن قدور، المتوفى في 4 فبراير 1995 في باريس، كان سياسيًا ورجل دين مسلم.
ينحدر من عائلة عربية كبيرة من أولاد سيدي الشيخ التي حاربت الفرنسيين. وهو سليل لكل من المحارب الشرس سيدي قدور بن حمزة والسيد الصوفي العظيم سيدي عبد القادر بن محمد المعروف باسم سيدي الشيخ.
تم تعيينه (رئيسًا) للمسجد الكبير في باريس من قبل رئيس وزراء SFIO جاي موليه في عام 1957، ليحل محل سي قدور بن غبريت، واحتفظ بهذا المنصب حتى تعيين الشيخ عباس بن شيخ الحسين في عام 1982. حمزة بوبكر هو مؤلف الترجمة الفرنسية للقرآن . وهو أيضًا والد دليل بوبكر، منذ عام 1992 نفسه عميد جامع باريس الكبير.
انتخب حمزة بوبكر نائبا لقسم الواحة في الهيئة التشريعية الأولى للجمهورية الفرنسية الخامسة من 1958 إلى 1962 ورئيسا للمجلس العام لهذه الدائرة الفرنسية الجزائرية.
بعد وفاته، دفن في ضريح سيدي بن الدين في عام 1995.